# مدرسة الهندسة العامة لاروشيل
مدرسة المهندسين في هندسة النظم الصناعية، والمعروفة أيضًا باسم EIGSI (يمكن ترجمتها إلى "مدرسة هندسة النظم الصناعية")، هي مدرسة هندسية (مدرسة عالية المستوى) تقع في لا روشيل، وهي مدينة على المحيط الأطلسي في الساحل الغربي لفرنسا. .
EIGSI هي مدرسة هندسة عامة ، وهذا يعني أن جميع الطلاب يحصلون على تعليم متعدد التخصصات حقًا. في السنة الرابعة، من أصل خمس سنوات، يمكن اختيار تخصص بين الهندسة الميكانيكية، والميكاترونيك، وأنظمة المعلومات، والطاقة والبيئة، والإدارة الصناعية.
عند الانتهاء بعد خمس سنوات من الدراسة ، مع التدريب الداخلي المطلوب في الصناعة ، يتم تسليم ماجستير في الهندسة (أي ما يعادل "دبلوم مهندس" في النظام الأكاديمي الفرنسي).

## تاريخ
- 1902: تم إنشاء مدرسة الكهرباء والميكانيك الصناعية في باريس (يشار إليها أيضًا باسم "Ecole Violet" نظرًا لموقعها في "شارع البنفسج") في باريس ، في الوقت الذي كانت تدرس فيه فصلًا صغيرًا من طلاب الكهرباء والميكانيكا الهندسة للصناعة. [2]
- 1987: المدرسة تغادر باريس وتواجه رابطة الخريجين التحدي المتمثل في إنشاء مدرسة هندسة متخصصة مصممة لتلبية احتياجات الشركات الصناعية.
- 1990: افتتاح مدرسة EIGSI - Ecole d'Ingénieurs en Génie des Systèmes Industriels لأول مرة في لاروشيل .
- 1991: تم اعتماد EIGSI رسميًا من قبل لجنة CTI des titres d'ingénieur مما يعني أنه معترف بها رسميًا على أنها قادرة على تقديم شهادات هندسية تلبي المعايير الفرنسية والأوروبية.
- 2004: افتتحت EIGSI دورة تدريبية إدارية إضافية لمدة 6 أشهر تسمى " العقل ". يمكن إكماله عند التخرج.
- 2006: افتتحت EIGSI حرمًا جامعيًا إضافيًا في الدار البيضاء في المغرب . أصبح التبادل بين الحرمين الجامعيين ممكنًا ويتم الترحيب بالطلاب من الدار البيضاء لقضاء فصل دراسي في لاروشيل.
- 2007: شاركت EIGSI كأحد الفاعلين الرئيسيين في إنشاء شبكة مدرسة الهندسة IngéFrance .

## الترتيب والأداء
تم وضع EIGSI في المركز 25 من أصل 67 في استطلاع عام 2009 لمقارنة مدرسة هندسة مماثلة في جميع أنحاء فرنسا. 

## خريج متميز
- خورخي شافيز ، طيار من بيرو